# Aeroportul Municipal Ann Arbor
Aeroportul Municipal Ann Arbor (IATA: ARB, ICAO: KARB, FAA LID: ARB) este un aeroport din Michigan, Statele Unite ale Americii ce deservește zona Comitatul Washtenaw. Aeroportul a fost tranzitat în 2019 de 16 pasageri.
Situat la o altitudine de 256 m, aeroportul dispune de 2 piste. Este operat de Ann Arbor.

## Infrastructură

### Piste
Aeroportul dispune de 2 piste. Pista 06/24 are suprafața de beton și dimensiunile 3.505 picioare × 75 picioare. Pista 12/30 are suprafața de Iarbă și dimensiunile 2.750 picioare × 110 picioare. 